# البديع الأسطرلابي
البديع الأسطرلابي (ت. 534 هـ / 1139 م) هو عالم وفلكي وفيلسوف ، من أهل بغداد.
هو أبو القاسم هبة الله بن الحسين بن يوسف الأسطرلابي المعروف بالبديع الأسطرلابي. نشأ وترعرع في أصفهان ثم انتقل إلى بغداد واستقر بها فلقب بالبغدادي. توفي ببغداد.

## سيرته
هو أبو القاسم هبة الله بن الحسين بن يوسف الإسطرلابي، المعروف بالبديع. من أهل بغداد. كان في أصفهان سنة 510 هـ. اشتغل بعمل الآلات الفلكية اختراعًا، وحصل له مال كثير في خلافة المسترشد. ولما مات لم يخلفه أحد. هو أديب وفليسلوف من علماء الأطباء ومن كبار علماء الفلك في العصر العباسي. وفي شعر، يميل إلى المجون والفكاهة. له ديوان جمعه هو نفسه. أولع بشعر ابن حجاج، فجعمه وسماه درة التاج من شعر ابن حجاج. توفي في بغداد بعلة الفالج سنة 534 هـ/ 1139 م.

## آثاره
من آثاره ديوان شعر و«درة التاج من شعر ابن حجاج» وهو مجموعة من الاشعار المنسوبة لابن حجاج.